# Mezinárodní letiště Charbin Tchaj-pching
Mezinárodní letiště Charbin Tchaj-pching (čínsky v českém přepisu Cha-er-pin Tchaj-pching kuo-ťi ťi-čchang, pchin-jinem 哈尔滨太平国际机场, znaky tradiční 哈爾濱太平國際機場, IATA: HRB, ICAO: ZYHB) je mezinárodní letiště u Charbinu v provincii Chej-lung-ťiang v Čínské lidové republice. Leží ve vzdálenosti bezmála čtyřiceti kilometrů jihozápadně od centra v obvodě Tao-li u městyse Tchaj-pching.
Letiště bylo postaveno v roce 1979, od roku 1984 je letištěm mezinárodním. Je jedním z největších letišť celé severovýchodní Číny.